# Soumaïla Cissé
Soumaïla Cissé (Timbuktu, 20 de dezembro de 1949 – Paris, 25 de dezembro de 2020) foi um político maliano que serviu no governo do Mali como Ministro da Economia e das Finanças durante a presidência de Alpha Oumar Konaré entre 1993 e 2002. Candidatou-se três vezes sem sucesso  à presidência da República, em 2002, em 2013 e em 2018; nas três ocasiões ele foi derrotado em um segundo turno de votação. Tornou-se o líder da oposição e desde 2014 preside o partido político União para a República e a Democracia.
Cissé foi sequestrado em 25 de março de 2020 durante a campanha para as eleições legislativas  do Mali, marcadas para 29 de março, juntamente com uma dezena de membros de sua delegação  em seu feudo eleitoral em Niafunké, na região de Timbuktu no norte do país por um grupo supostamente relacionado com o jihadista Amadou Koufa. No dia 4 de abril, foi relatada a libertação de todos os integrantes do grupo que acompanhava Cissé, porém o político continuava refém. Em 16 de junho, o presidente do Mali, Ibrahim Boubacar Keïta, garantiu que Cissé ainda estava vivo. Em 21 de agosto, o Comitê Internacional da Cruz Vermelha (CICV) informou que Cissé conseguiu enviar cartas para sua família, sendo a primeira prova de vida em cinco meses. Sua libertação foi uma das demandas nos protestos da oposição maliana que levaram ao golpe de Estado 18 de agosto de 2020.
Morreu em 25 de dezembro de 2020 em Paris, aos 71 anos, de COVID-19.